# Sympistis tenebricosa
Sympistis tenebricosa là một loài bướm đêm trong họ Noctuidae.